# Пупак света
Пупак света (мкд. Папокот на светот) је роман македонског романсијера, драмског писца, песника, есејисте, критичара и књижевног теоретичара Венка Андоновског (мкд. Венко Андоновски) објављен 2000. године. Српско издање књиге објавила је издавачка кућа  No name 2002 године. Књига је добила 2001. Године награду Балканика за најбољи роман Балкана. Лагуна из Београда 2019. године у преводу Љиље Цревар и Данке Андоновски.

## О аутору
Венко Андоновски (Куманово, 1964) је један од најзначајнијих и најчитанијих савремених македонских писаца. Студирао је и докторирао на Филолошком факултету у Скопљу, где је тренутно професор теорије књижевности. Добитник је „Рацинове награде“, Награде „Утринског весника“ за роман године, Награде „Стале Попов“ и Награде „Балканика“ за најбољу балканску књигу године. Писао је поезију, приповетке, романе, драме, као и стручне књиге.

## О књизи
Роман Пупак света се састоји из два дела. Радња првог дела се одиграва у 9. веку и представља филозофски криминалистички роман у једном манастиру. Тај део је написан псеудоархаичним језиком. У другом делу књиге пратимо љубавну причу која се збива у Југославији у другој половини 20. века. У том делу се пресликава структура догађаја из првог дела и у њему преиспитује наша сазнања о духу времена и његовој реинкарнацији.
Венко Андоновски је замислио Пупак света као књигу сачињену од пет разнородних текстова, који носе следеће наслове:
- Предговор приређивача,
- Књига Кључаоница,
- Књига Кључ,
- Књига Светлост и
- Поговор (Рецензија издања Пупак света)“

Уводни део је наводно написао брат извесног В., затим следе три текста "рукопис романа" и "Дневнички записи", након чега следи поговор Венка Андоновског.
Први и последњи текст су жанровски релативно блиски, али се међусобно разликују јер се не приписују истом творцу; приређивач и рецензент су два различита лика у самом роману. У Кључаоници приповеда извесни Иларион Сказник, савременик Светог Ћирила Солунског, док је приповедач Кључа наш савременик па се може закључити да се његова прича дешава у другој половини 20. века. Књига Светлост је написана као сведочење пред судом, и представља део који на неки начин заокружује два претходна текста. Кључаоница је замишљена као средњовековни филозофски трилер и у уметничком смислу је најјачи део романа. 
Два главна приповедача (а у ствари: један) у овом роману износе причу на изразито субјективан начин, при том не скривајући сопствена осећања која понекад и нису усаглашена са стварношћу. Отуда следи закључак да је и мистериозни „пупак света“ тамо где приповедач сâм жели да га пронађе, јер најлепше и најважније место у васиони јесте тамо где свако од нас то жели, тако да лични доживљај у том случају заиста има предност над свим законима објективности и реалности.

## Награде и признања
Роман је у Македонији доживео четрнаест издања и добио следеће награде:
- Роман године "Утринског весника" (2000)
- Награда "Стале Попов" за најбоље прозно дело по избору Удружења писаца Македоније (2000)
- Награда "Балканика" за најбољи балкански роман
- Награда "Југра" у Русији за најбољи роман јужнословенске књижевности преведен на руски језик